# Euphorbia basargica
Euphorbia basargica är en törelväxtart som beskrevs av Iuliu Prodan. Euphorbia basargica ingår i släktet törlar, och familjen törelväxter. Inga underarter finns listade i Catalogue of Life.